# Адам Віктора
Адам Віктора (нар. 6 вересня 1996, Сейшельські Острови) — сейшельський плавець.
Учасник Олімпійських Ігор 2016 року.